# ジェームズ・アシュソン
ジェームズ・アチソン（James Acheson, 1946年 - ）はイングランド・レスター出身の映画衣裳デザイナー。

## 人物
1970年代にテレビシリーズ『ドクター・フー』の衣裳を手がけた。また、『ラスト・エンペラー』『危険な関係』『恋の闇 愛の光』の3作品でアカデミー衣裳デザイン賞を受賞している。

## 主な作品
- 人生狂騒曲 The Meaning of Life （1983年）
- 未来世紀ブラジル Brazil （1985年）
- ハイランダー/悪魔の戦士 Highlander （1986年）
- ラストエンペラー The Last Emperor （1987年）
- 危険な関係 Dangerous Liaisons （1988年）
- シェルタリング・スカイ The Sheltering Sky （1990年）
- 嵐が丘 Wuthering Heights （1992年）
- リトル・ブッダ Little Buddha （1993年）
- フランケンシュタイン Frankenstein （1994年）
- 恋の闇 愛の光 Restoration （1995年）
- 仮面の男 The Man in the Iron Mask （1998年）
- スパイダーマン Spider-Man （2002年）
- デアデビル Daredevil （2003年）
- スパイダーマン2 Spider-Man 2 （2004年）
- スパイダーマン3 Spider-Man 3 （2007年）
- Laundry Warrior （2009年）